# Riposo durante la fuga in Egitto (Gerard David New York)
Il Riposo durante la fuga in Egitto è un dipinto del pittore fiammingo Gerard David realizzato nel 1512-1515 e conservato al Metropolitan Museum of Art di New York negli Stati Uniti d'America.

## Descrizione
Il dipinto può essere confrontato con altre opere sullo stesso tema del medesimo pittore Madrid, Washington, Lisbona, Anversa e Rotterdam, anche se quello di New York mostra un ramo di mele invece che un cestino.La fuga in Egitto da Erode è un episodio narrato nel Vangelo di Matteo (2,13-18), anche se non menziona il riposo che deriva, invece, dai Vangeli apocrifi.
Si tratta di un tema popolare in vari pittori in diversi periodi. David lo dipinse in diverse occasioni usando composizioni diverse, probabilmente non come risultato di commissioni, ma semplicemente destinate al mercato. Molte di tali opere sono quasi identiche, tranne che per alcuni piccoli dettagli. Tuttavia, in tutti i casi David concentra l'attenzione sulla Vergine Maria seduta mentre allatta al seno il Cristo Bambino, in trono, immerso in un paesaggio forestale. Di solito si nota anche, sempre sullo sfondo, una scena legata al viaggio in Egitto.

## Galleria d'immagini

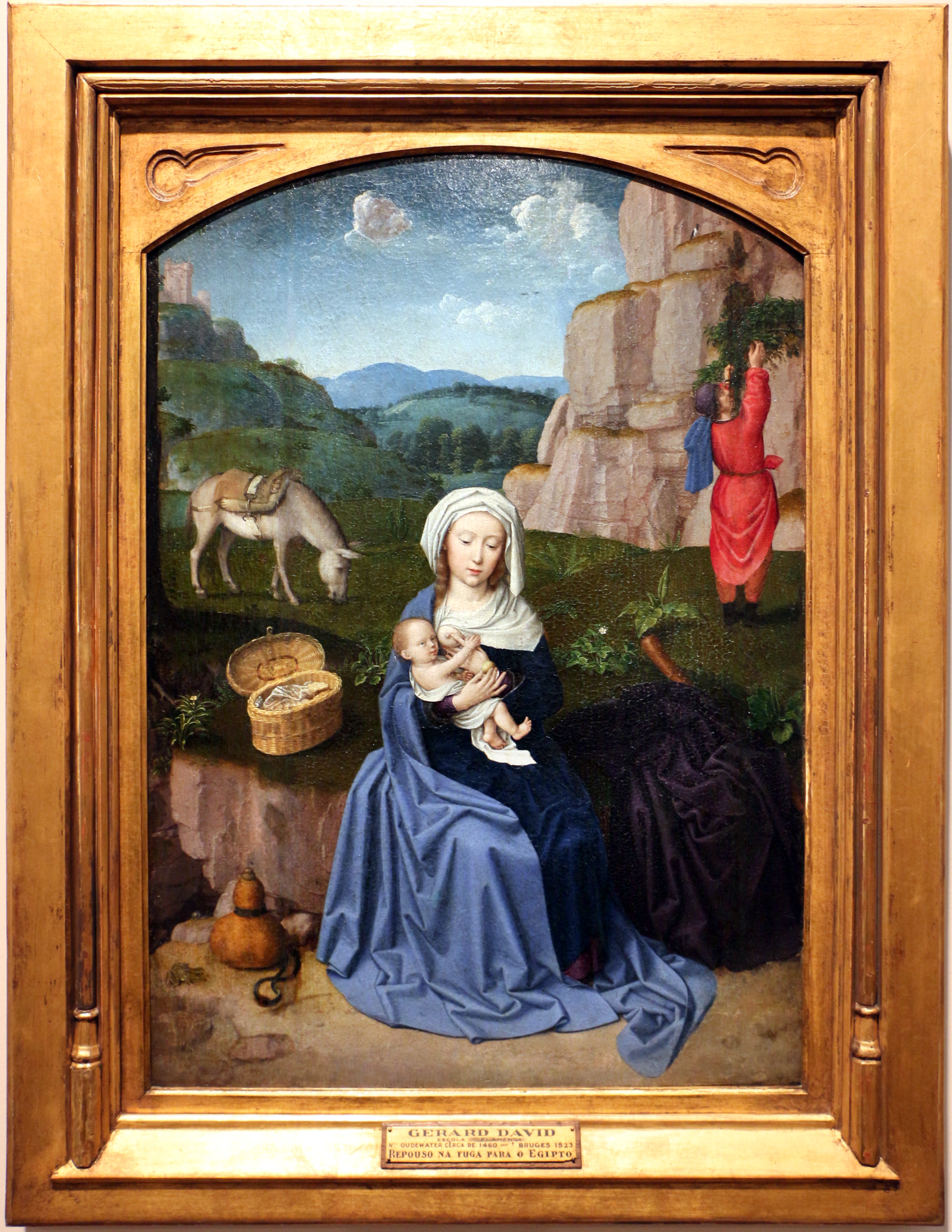
Riposo durante la fuga in Egitto,(1501-1520 circa), Gerard David, Museu Nacional de Arte Antiga a Lisbona
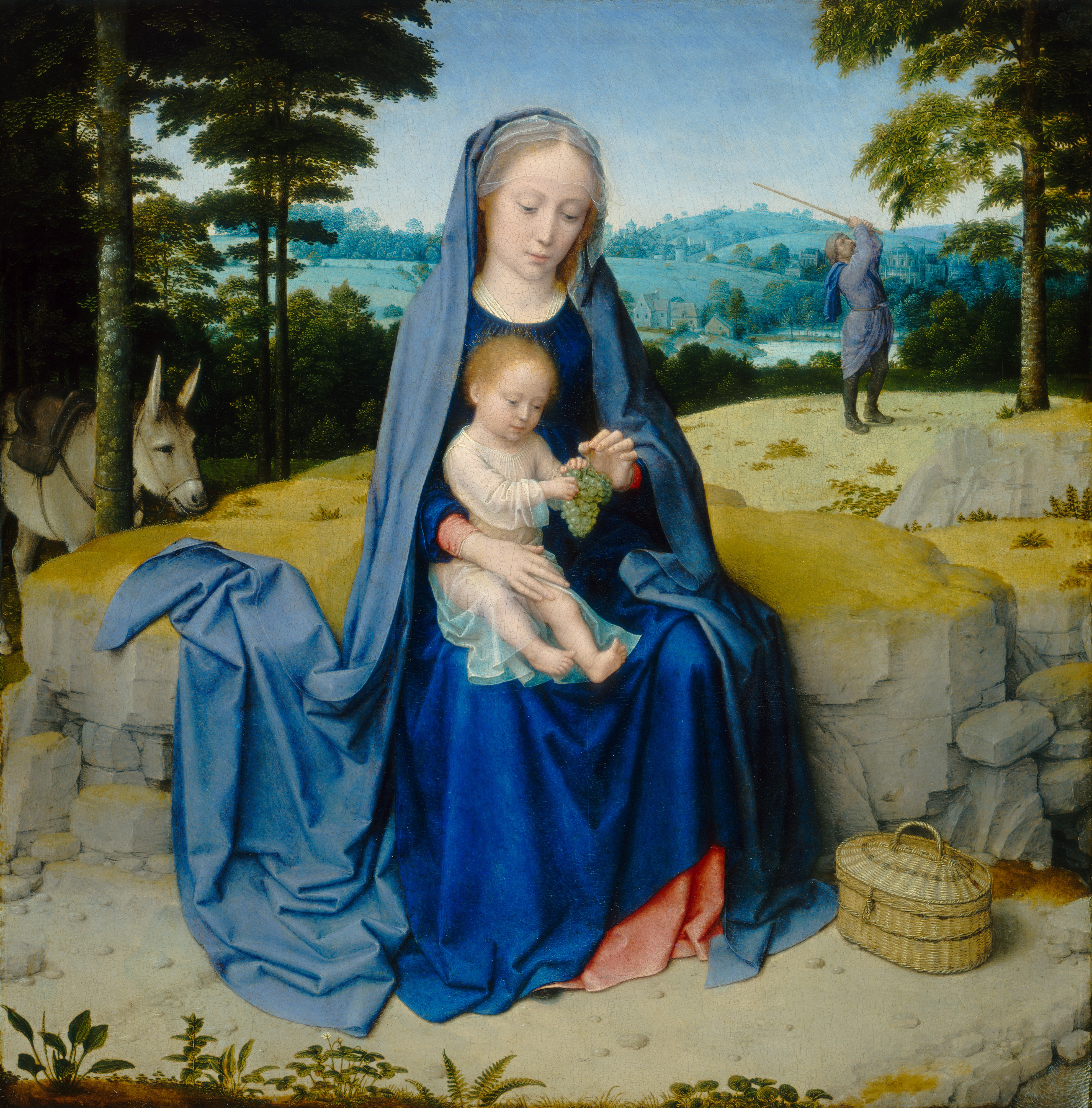
Riposo durante la fuga in Egitto (1510 circa), Gerard David, alla National Gallery of Art di Washington
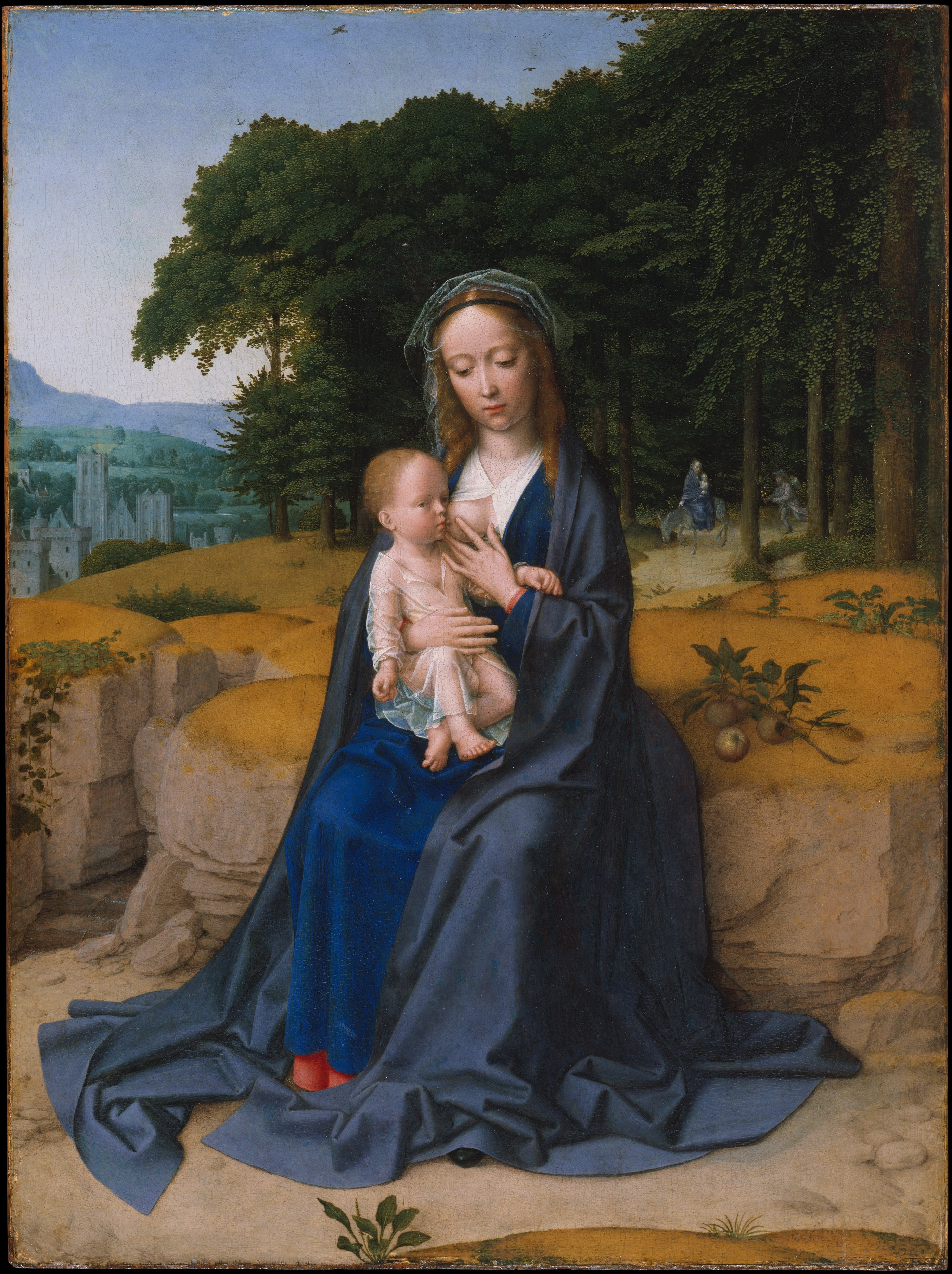
Riposo durante la fuga in Egitto (1512-1515), Gerard David, al Metropolitan Museum of Art di New York
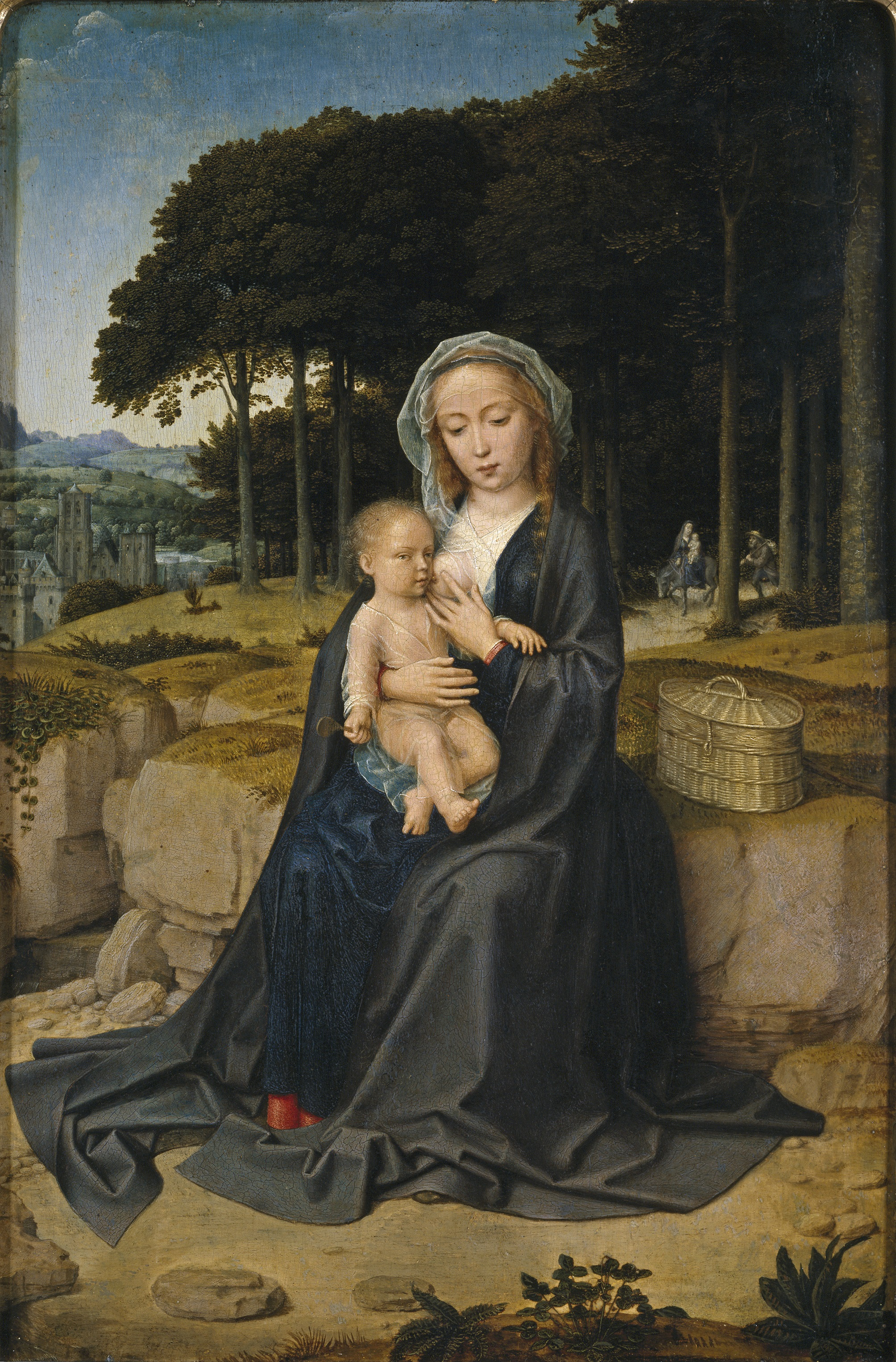
Riposo durante la fuga in Egitto (1515 circa), Gerard David, al Museo del Prado, a Madrid
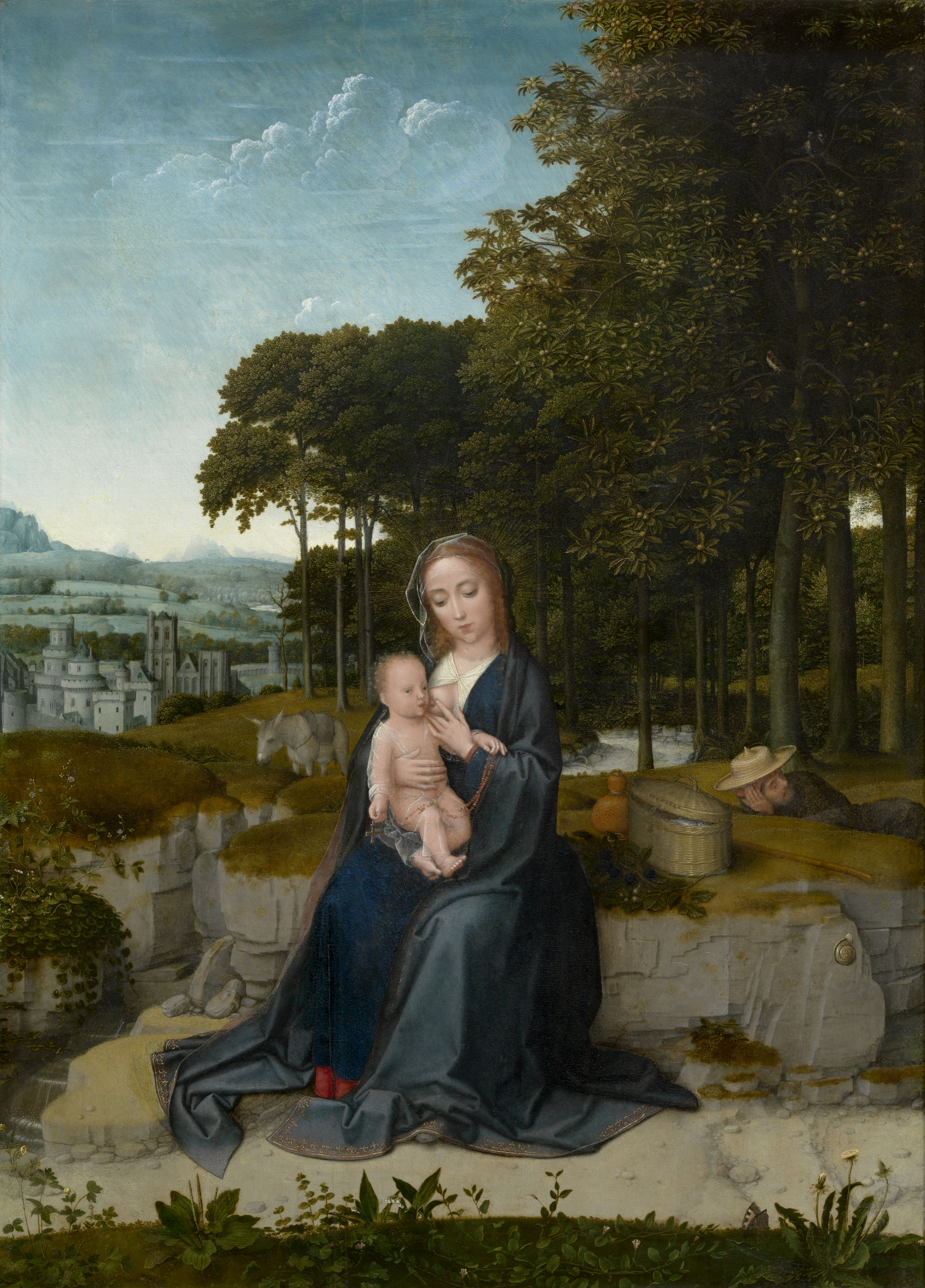
Riposo durante la fuga in Egitto (1515 circa), Gerard David, al Museum of Fine Arts di Anversa
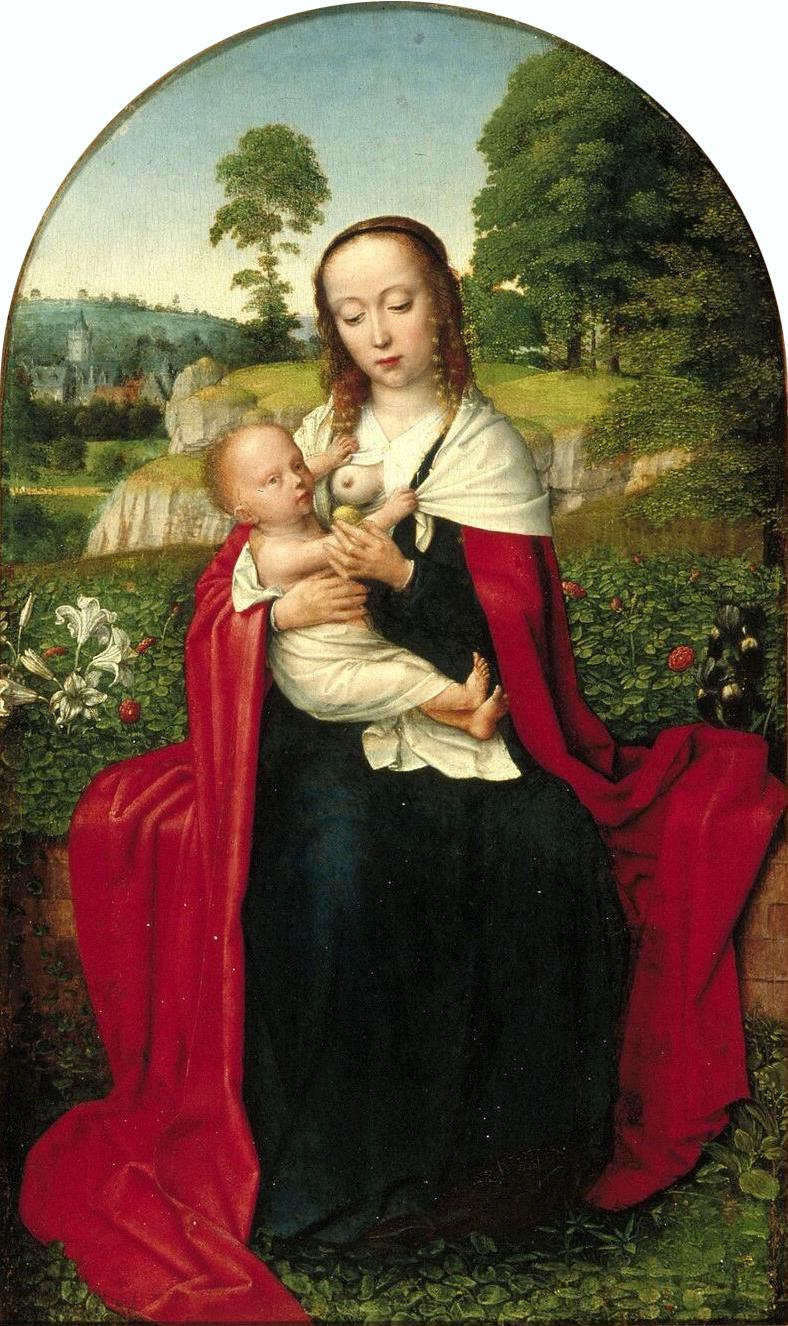
Madonna col Bambino in un paesaggio (1520 circa), Gerard David, Museum Boijmans Van Beuningen di Rotterdam